# Élections sénatoriales de 1971 dans les Côtes-du-Nord
Les élections sénatoriales françaises de 1971 dans les Côtes-du-Nord ont eu lieu le dimanche 26 septembre.
Elles ont pour but d'élire les 3 sénateurs représentant le département au Sénat pour un mandat de neuf ans.

## Mode de scrutin
La constitution de la Cinquième république garde le système créé en 1948, c'est-à-dire un scrutin majoritaire indirect à deux tours, avec un léger correctif proportionnel pour les départements les plus peuplés.

### Première phase
Le système électoral commence par une élection de délégués au scrutin indirect direct, dans chaque commune, le conseil municipal votant pour élire un ou des délégués selon la répartition suivante : 
Pour les communes de moins de 9 000 habitants :
- un délégué pour les conseils de neuf et onze membres ;
- trois délégués pour ceux de treize membres ;
- cinq délégués pour ceux de dix-sept membres ;
- sept délégués pour ceux de vingt-et-un membres ;
- quinze délégués pour ceux de vingt-trois membres.

Dans les communes de 9 000 à 30 000 habitants, tous les conseillers municipaux sont délégués de droit.

Dans celles de plus de 30 000 habitants, les conseils votent pour un délégué supplémentaire par tranche de 1 000 habitants.
Ce qui pour les Côtes-du-Nord représente au total environ 1 400 délégués.
Il faut rajouter les quarante-sept conseillers généraux et les cinq députés qui sont eux électeurs de droit, ce qui amène le collège à environ 1 450 élus.

### Seconde phase
Les délégués se réunissent à la Préfecture et vote pour les départements de moins de cinq sénateurs au scrutin majoritaire à deux tours.
Pour être élu au premier tour il faut :
- la majorité absolue des suffrages exprimés ;
- au moins le quart des électeurs inscrits.

Au second tour la majorité relative suffit.

## Sénateurs sortants
| Sénateurs | Sénateurs       | Parti | Fonctions lors de l'élection en 1971 |
| --------- | --------------- | ----- | --- |
|           | Jean de Bagneux | RI    | Conseiller général et maire de Quintin Propriétaire terrien                                                                                              |
|           | André Cornu     | Rad.  | Ancien conseiller général de Pléneuf (1945-1964) et maire d'Erquy (1953-1971) Ancien secrétaire d'État (1951-1954), ancien député (1932-1936) Industriel |
|           | Bernard Lemarié | CD    | Conseiller général et maire de Caulnes Pharmacien |

## Élections des sénateurs (23 septembre 1971)

### Listes candidates
| N°         | Candidats | Candidats       | Parti | Principales fonctions                                                |
| ---------- | --------- | --------------- | ----- | -------------------------------------------------------------------- |
| 01         |           | Bernard Lemarié | CD    | Conseiller général et maire de Caulnes Pharmacien                    |
| Remplaçant |           | André Bléjean   | CD    | Cultivateur à Bégard, président de la FDSEA                          |
|            |           |                 |       |                                                                      |
| 02         |           | Jean de Bagneux | RI    | Conseiller général et maire de Quintin Propriétaire terrien          |
| Remplaçant |           | Pierre Étienne  | Mod.  | Conseiller général et maire de Loudéac Chirurgien                    |
|            |           |                 |       |                                                                      |
| 03         |           | Pierre Marzin   | Mod.  | Maire de Lannion Directeur général des Télécommunications, ingénieur |
| Remplaçant |           | Alain Le Guen   | CD    | Conseiller général et maire de Plouha Universitaire                  |

| N°         | Candidats | Candidats         | Parti | Principales fonctions                                                                            |
| ---------- | --------- | ----------------- | ----- | ------------------------------------------------------------------------------------------------ |
| 01         |           | Yves Le Foll      | PSU   | Conseiller général et maire de Saint-Brieuc Ancien député (1967-1968) Retraité de l'enseignement |
| Remplaçant |           | Marcel Le Guyader | PSU   | Conseiller général de Paimpol et maire de Ploubazlanec Cultivateur                               |
|            |           |                   |       |                                                                                                  |
| 02         |           | Simone Darcel     | PSU   | Maire de Plessala Professeure de lettres                                                         |
| Remplaçant |           | Jean Robin        | PSU   | Adjoint au maire de Rostrenen Instituteur                                                        |
|            |           |                   |       |                                                                                                  |
| 03         |           | Claude Guillou    | PSU   | Conseiller général et adjoint au maire de Bégard Technicien agricole                             |
| Remplaçant |           | Yvon Le Merrer    | PSU   | Ancien maire de Pabu Professeur de lycée                                                         |

| N°         | Candidats | Candidats        | Parti | Principales fonctions                                     |
| ---------- | --------- | ---------------- | ----- | --------------------------------------------------------- |
| 01         |           | Alexandre Thomas | PS    | Ancien député (1951-1955), maire de Moustéru Cultivateur  |
| Remplaçant |           | Yves Guégan      | PS    | Maire de Saint-Quay-Perros Agriculteur                    |
|            |           |                  |       |                                                           |
| 02         |           | René Régnault    | PS    | Maire de Saint-Samson Professeur d'enseignement technique |
| Remplaçant |           | André Lecappon   | PS    | Conseiller municipal de Dinan Professeur                  |
|            |           |                  |       |                                                           |
| 03         |           | Émile Lepetit    | PS    | Conseiller municipal de Lamballe Commerçant               |
| Remplaçant |           | Yves Lavoquer    | PS    | Professeur de lettres                                     |

| N°         | Candidats | Candidats        | Parti | Principales fonctions |
| ---------- | --------- | ---------------- | ----- | --- |
| 01         |           | Édouard Quemper  | PCF   | Conseiller général et adjoint au maire de Saint-Brieuc Permanent politique                                                             |
| Remplaçant |           | Lucien Le Verge  | PCF   | Ancien conseiller général de Callac (1958-1964), maire de Maël-Pestivien Cultivateur                                                   |
|            |           |                  |       | |
| 02         |           | Marcel Hamon     | PCF   | Ancien député (1945-1951 et 1956-1958), maire de Plestin-les-Grèves Professeur de philosophie                                          |
| Remplaçant |           | Roger Esnault    | PCF   | Conseiller municipal de Dinan Ouvrier carrossier                                                                                       |
|            |           |                  |       | |
| 03         |           | Auguste Le Coënt | PCF   | Conseiller général et maire de Saint-Nicolas-du-Pélem Ancien conseiller de la République (1946-1948), ancien député (1946) Cultivateur |
| Remplaçant |           | Norbert Le Jeune | PCF   | Conseiller général de Plouaret Secrétaire de mairie                                                                                    |

### Résultats
|          | Bernard Lemarié * | CD       | 786   | 55,86  |  |  |
|          | Jean de Bagneux * | RI       | 777   | 55,22  |  |  |
|          | Pierre Marzin     | Mod.     | 800   | 56,86  |  |  |
|          |                   |          |       |        |  |  |
|          | Yves Le Foll      | PSU      | 307   | 21,82  |  |  |
|          | Simone Darcel     | PSU      | 252   | 17,91  |  |  |
|          | Claude Guillou    | PSU      | 250   | 17,77  |  |  |
|          |                   |          |       |        |  |  |
|          | Alexandre Thomas  | PS       | 109   | 7,74   |  |  |
|          | René Régnault     | PS       | 70    | 4,97   |  |  |
|          | Émile Lepetit     | PS       | 67    | 4,76   |  |  |
|          |                   |          |       |        |  |  |
|          | Édouard Quemper   | PCF      | 271   | 19,26  |  |  |
|          | Marcel Hamon      | PCF      | 254   | 18,05  |  |  |
|          | Auguste Le Coënt  | PCF      | 271   | 19,26  |  |  |
|          |                   |          |       |        |  |  |
| Inscrits | Inscrits          | Inscrits | 1 414 | 100,00 |  |  |
| Votants  | Votants           | Votants  | 1 412 | 99,86  |  |  |
| Exprimés | Exprimés          | Exprimés | 1 407 | 99,50  |  |  |

### Sénateurs élus
| Sénateurs | Sénateurs       | Parti | Fonctions lors de l'élection en 1971                                 |
| --------- | --------------- | ----- | -------------------------------------------------------------------- |
|           | Jean de Bagneux | RI    | Conseiller général et maire de Quintin Propriétaire terrien          |
|           | Bernard Lemarié | CD    | Conseiller général et maire de Caulnes Pharmacien                    |
|           | Pierre Marzin   | Mod.  | Maire de Lannion Directeur général des Télécommunications, ingénieur |